# Tuyến Trung Hòa-Tân Lô
Tuyến Trung Hòa-Tân Lô hoặc Cam (code O) là tuyến tàu điện ở Đài Bắc quản lý bởi Hệ thống đường sắt đô thị Đài Bắc, được đặt tên theo các khu mà nó đi qua: Trung Hòa, TânTrang và Lô Châu. Tuyến bắt đầu tại Nam Thế Giác ở Trung Hòa, đi qua khu vực trung tâm Đài Bắc rồi chia thành 2 nhánh: một nhánh đi đến Hồi Long ở Tân Trang và hướng còn lại đi đến Lô Châu.
Đoạn phía Nam giữa Nam Thế Giác và Cổ Đình mở cửa vào năm 1998. Do tắc nghẽn giao thông tại khu vực Lô Châu và Tam Trọng hướng ra vào trung tâm Đài Bắc, nên kế hoạch mở rộng tuyến là cần thiết. Tuyến này sẽ bao gồm 2 nhánh nối đến Cổ Đình thông qua trung tâm Đài Bắc. Toàn bộ phần mở rộng được mở cửa vào năm 2012.

## Dịch vụ
Tính đến tháng 12 năm 2017, số lượng tuyến ngoài giờ cao điểm bao gồm:
- 7 tàu mỗi giờ (tph) giữa Hồi Long và Nam Thế Giác
- 7 tph từ Lô Châu và Nam Thế Giác

## Ga
| Dịch vụ | Dịch vụ | Code | Tên ga                    | Tên ga    | Thời gian đi từ ga phía trước (giây) | Thời gian dừng tại ga (giây) | Ngày mở cửa | Chuyển đổi                         | Khu                 |
| Dịch vụ | Dịch vụ | Code | Tiếng Anh                 | Tiếng Hoa | Thời gian đi từ ga phía trước (giây) | Thời gian dừng tại ga (giây) | Ngày mở cửa | Chuyển đổi                         | Khu                 |
| ------- | ------- | ---- | ------------------------- | --------- | ------------------------------------ | ---------------------------- | ----------- | ---------------------------------- | ------------------- |
|         |         |      |                           |           |                                      |                              |             |                                    |                     |
| ●       | ●       | O01  | Nam Thế Giác              | 南勢角    | n/a                                  | n/a                          | 24-12-1998  |                                    | Trung Hòa           |
| ●       | ●       | O02  | Cảnh An                   | 景安      | 103                                  | 25                           | 24-12-1998  | Tuyến vòng (tàu điện ngầm Đài Bắc) | Trung Hòa           |
| ●       | ●       | O03  | chợ Vĩnh An               | 永安市場  | 88                                   | 25                           | 24-12-1998  |                                    | Vĩnh Hòa, Trung Hòa |
| ●       | ●       | O04  | Đỉnh Liêu                 | 頂溪      | 100                                  | 25                           | 24-12-1998  |                                    | Vĩnh Hòa            |
| ●       | ●       | O05  | Cổ Đình                   | 古亭      | 187                                  | 40                           | 24-12-1998  |                                    | Đại An, Trung Chính |
| ●       | ●       | O06  | Đông Môn MRT              | 東門      | 192                                  | 40                           | 30-09-2012  |                                    | Đại An, Trung Chính |
| ●       | ●       | O07  | Trung Hiếu Tân Sinh       | 忠孝新生  | 118                                  | 40                           | 03-11-2010  |                                    | Đại An, Trung Chính |
| ●       | ●       | O08  | Tùng Giang Nam Kinh       | 松江南京  | 114                                  | 35                           | 03-11-2010  |                                    | Trung Sơn           |
| ●       | ●       | O09  | đền Hành Thiên            | 行天宮    | 75                                   | 35                           | 03-11-2010  |                                    | Trung Sơn           |
| ●       | ●       | O10  | trường tiểu học Trung Sơn | 中山國小  | 89                                   | 35                           | 03-11-2010  |                                    | Trung Sơn           |
| ●       | ●       | O11  | Dân Quyền tây lộ          | 民權西路  | 72                                   | 45                           | 03-11-2010  |                                    | Đại Đồng, Trung Sơn |
| ●       | ●       | O12  | Đại Kiều Đầu              | 大橋頭    | 75                                   | 35                           | 03-11-2010  |                                    | Đại Đồng            |
| ●       | ｜      | O13  | cầu Đài Bắc               | 台北橋    | 115                                  | 25                           | 05-01-2012  |                                    | Tam Trọng           |
| ●       | ｜      | O14  | Thái Liêu                 | 菜寮      | 93                                   | 25                           | 05-01-2012  |                                    | Tam Trọng           |
| ●       | ｜      | O15  | Tam Trọng                 | 三重      | 84                                   | 25                           | 05-01-2012  | A                                  | Tam Trọng           |
| ●       | ｜      | O16  | đền Tiên Sắc              | 先嗇宮    | 142                                  | 25                           | 05-01-2012  |                                    | Tam Trọng           |
| ●       | ｜      | O17  | Đầu Tiền Trang            | 頭前庄    | 105                                  | 25                           | 05-01-2012  | Tuyến vòng (tàu điện ngầm Đài Bắc) | Tân Trang           |
| ●       | ｜      | O18  | Tân Trang                 | 新莊      | 93                                   | 25                           | 05-01-2012  |                                    | Tân Trang           |
| ●       | ｜      | O19  | đại học Phụ Đại           | 輔大      | 130                                  | 25                           | 05-01-2012  |                                    | Tân Trang           |
| ●       | ｜      | O20  | Đan Phượng                | 丹鳳      | 110                                  | 25                           | 29-06-2013  |                                    | Tân Trang, Thái Sơn |
| ●       | ｜      | O21  | Hồi Long                  | 迴龍      | 159                                  | n/a                          | 29-06-2013  |                                    | Quy Sơn, Tân Trang  |
|         |         |      |                           |           |                                      |                              |             |                                    |                     |
|         | ●       | O50  | trường tiểu học Tam Trung | 三重國小  | 148                                  | 30                           | 03-11-2010  |                                    | Tam Trọng           |
|         | ●       | O51  | trường cao trung Tam Hòa  | 三和國中  | 104                                  | 30                           | 03-11-2010  |                                    | Tam Trọng           |
|         | ●       | O52  | đại học Từ Nhược          | 徐匯中學  | 82                                   | 30                           | 03-11-2010  |                                    | Lô Châu             |
|         | ●       | O53  | trường cao trung Tam Dân  | 三民高中  | 87                                   | 30                           | 03-11-2010  |                                    | Lô Châu             |
|         | ●       | O54  | Lô Châu                   | 蘆洲      | 110                                  | n/a                          | 03-11-2010  |                                    | Lô Châu             |
|         |         |      |                           |           |                                      |                              |             |                                    |                     |